# Campionato Nazionale 1918-1919
La stagione 1918-1919 è stato il quarto Campionato Nazionale, e ha visto campione l'Hockey Club Bellerive Vevey.

## Gruppi

### Serie Est
HC Bern è l'unica squadra iscritta e passa direttamente alla finale.

### Serie Ovest

#### Gruppo 1

##### Classifica
| Posizione | Squadra         | G | V | N | P | GF | GF | DR | Punti | Osservazioni                        |
| --------- | --------------- | - | - | - | - | -- | -- | -- | ----- | ----------------------------------- |
| 1.        | Bellerive Vevey | 2 | 2 | 0 | 0 | 9  | 4  | 5  | 4     | Qualificato alla finale Serie Ovest |
| 2.        | CP Lausanne     | 2 | 1 | 0 | 1 | 7  | 4  | 3  | 2     |                                     |
| 3.        | Château-d'Œx    | 2 | 0 | 0 | 2 | 1  | 9  | -8 | 0     |                                     |

##### Risultati
| Caux 18/19 gennaio 1919 | Bellerive Vevey | 4 – 3 referto | CP Lausanne |  |

| Caux 18/19 gennaio 1919 | Bellerive Vevey | 5 – 1 referto | Château-d'Œx |  |

| Caux 18/19 gennaio 1919 | CP Lausanne | 4 – 0 referto | Château-d'Œx |  |

#### Gruppo 2

##### Classifica
| Posizione | Squadra      | G | V | N | P | GF | GF | DR  | Punti | Osservazioni                        |
| --------- | ------------ | - | - | - | - | -- | -- | --- | ----- | ----------------------------------- |
| 1.        | Servette     | 2 | 2 | 0 | 0 | 10 | 1  | 9   | 4     | Qualificato alla finale Serie Ovest |
| 2.        | Rosey-Gstaad | 2 | 1 | 0 | 1 | 7  | 2  | 5   | 2     |                                     |
| 3.        | Caux         | 2 | 0 | 0 | 2 | 0  | 14 | -14 | 0     |                                     |

##### Risultati
| Caux 18/19 gennaio 1919 | Servette | 2 – 1 referto | Rosey-Gstaad |  |

| Caux 18/19 gennaio 1919 | Servette | 8 – 0 referto | Caux |  |

| Caux 18/19 gennaio 1919 | Rosey-Gstaad | 6 – 0 referto | Caux |  |

#### Spareggio finale
| Caux 18/19 gennaio 1919 | Bellerive Vevey | 3 – 1 referto | Servette |  |

## Finale
| Château-d'Oex 9 febbraio 1919 | Bellerive Vevey | 2 – 0 referto | HC Bern |  |

## Verdetti
| Campionato Nazionale 1918-1919 | Campionato Nazionale 1918-1919 |
| ------------------------------ | ------------------------------ |
| Campionato Nazionale           | Bellerive Vevey                |